# Severo Meza
Severo Meza (* 9. Juli 1986 in Ciudad Naranjos, Veracruz) ist ein mexikanischer Fußballspieler, der zu Beginn seiner Karriere im defensiven Mittelfeld eingesetzt wurde und seit 2007 in der Abwehr agiert.

## Leben
Bereits im Alter von 18 Jahren debütierte Meza am 8. Mai 2005 für seinen langjährigen Verein CF Monterrey in der mexikanischen Primera División bei der 1:3-Heimniederlage gegen Deportivo Toluca. Seine beiden bisher einzigen Treffer in der höchsten mexikanischen Spielklasse erzielte er im Heimspiel am 4. Februar 2006 gegen die Tecos de la UAG zur 1:0-Führung (Endstand 2:3) und am 22. August 2009 im Derby bei den Tigres de la UANL zum 1:1-Ausgleich, wodurch der spätere 2:1-Erfolg eingeleitet wurde.
Mit den Rayados gewann Meza zwei mexikanische Meistertitel (2009 und 2010) sowie dreimal in Folge die CONCACAF Champions League (2011, 2012 und 2013).
Obwohl Meza erst am 27. Mai 2012 beim 2:0-Sieg gegen Wales in der mexikanischen Nationalmannschaft debütierte, kam er bereits in 14 Länderspielen zum Einsatz (elfmal sogar über die volle Distanz von 90 Minuten) und gehört zum mexikanischen Aufgebot beim Konföderationen-Pokal 2013.

## Erfolge
- Mexikanischer Meister: Apertura 2009, Apertura 2010
- Sieger der CONCACAF Champions League: 2011, 2012, 2013